# Ринг, Герман том
Герман том Ринг (нем. Hermann tom Ring; 2 января 1521, Мюнстер — 18 октября 1596, Мюнстер) — немецкий художник, представитель Северного Возрождения. Представитель династии художников том Ринг. 

## Биография
Родился в 1521 году в Мюнстере. Сын художника Лудгера том Ринга Старшего (1496—1547) и Анны Роруп. Брат художников Лудгера том Ринга Младшего (1522—1584) и Хериберта (Герберта) том Ринга (ок. 1530—1593). 
Учился живописи в Северных Нидерландах. Не позднее 1544 года вернулся в Мюнстер. Вероятно, в том же году написал свой автопортрет. С 1556 года был заместителем главы, а с 1569 по 1597 год — главой гильдии художников Мюнстера.
Период работы Германа том Ринга в Мюнстере являлся эпохой католической реакции после подавления восстания анабаптистов. Его родители были лютеранами и в восстании не участвовали, более того, покинули город на весь период восстания. Что касается Германа том Ринга, то он работал, в основном, по заказам католических церквей. 
Художественно наследие Германа том Ринга в основном состоит из портретов и религиозных картин. Особенно примечательны портреты, которые отличаются сходством, и, в некоторых случаях, оригинальностью композиций. Впрочем и в религиозной живописи талант том Ринга раскрывается в полной мере.
Скончался художник в 1596 году в Мюнстере.

## Галерея

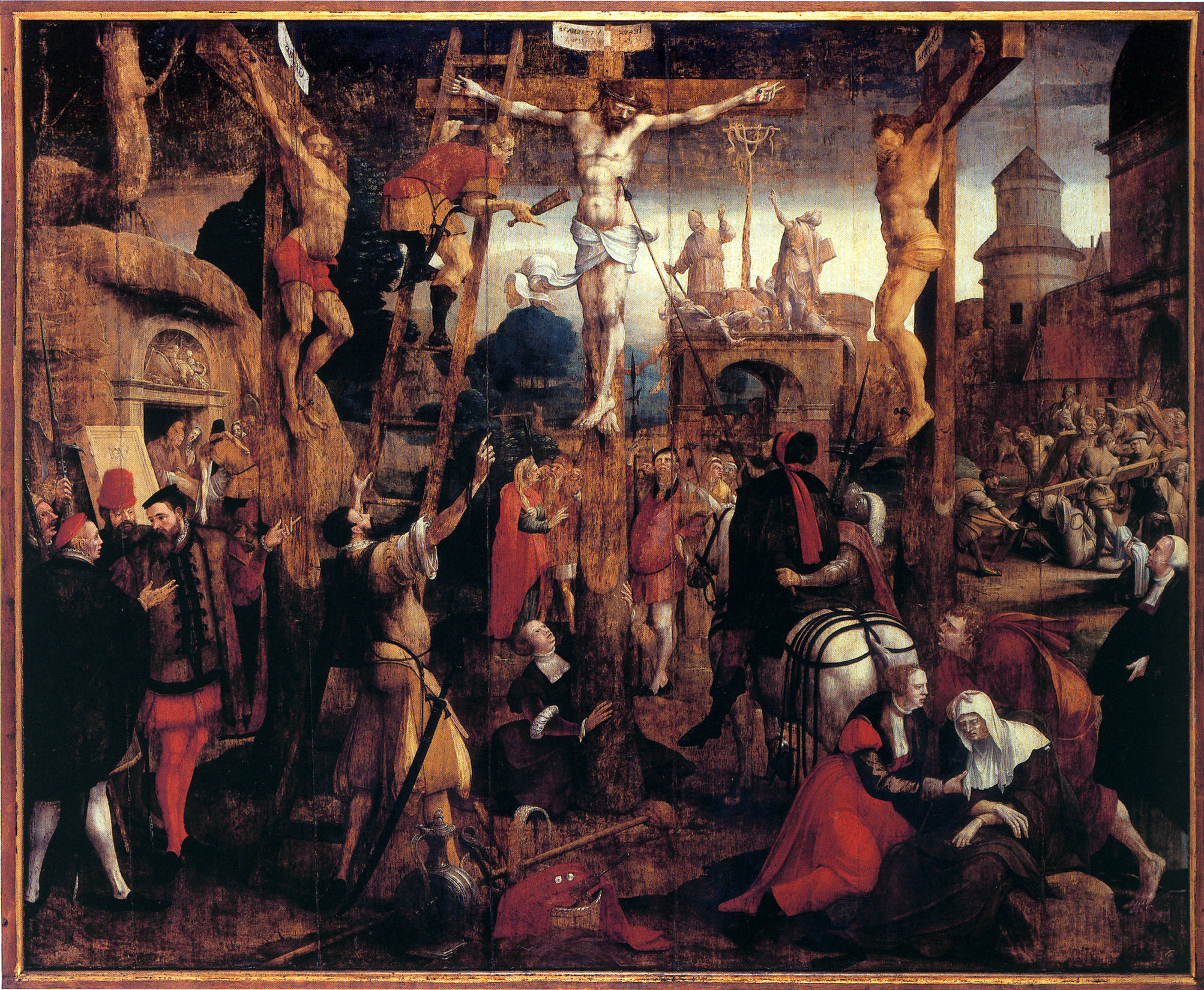
Распятие Христово
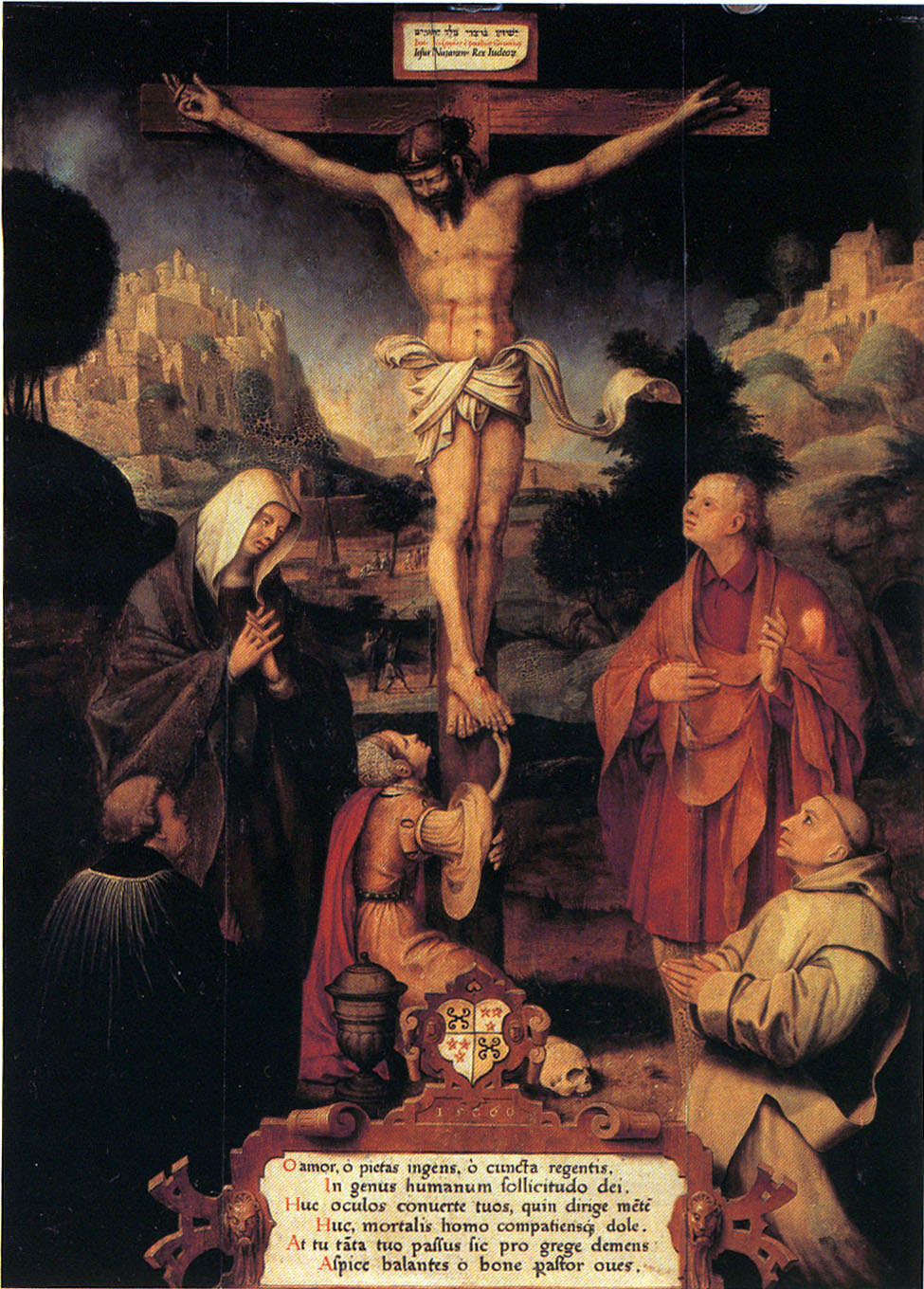
Распятие с предстоящими и донаторами
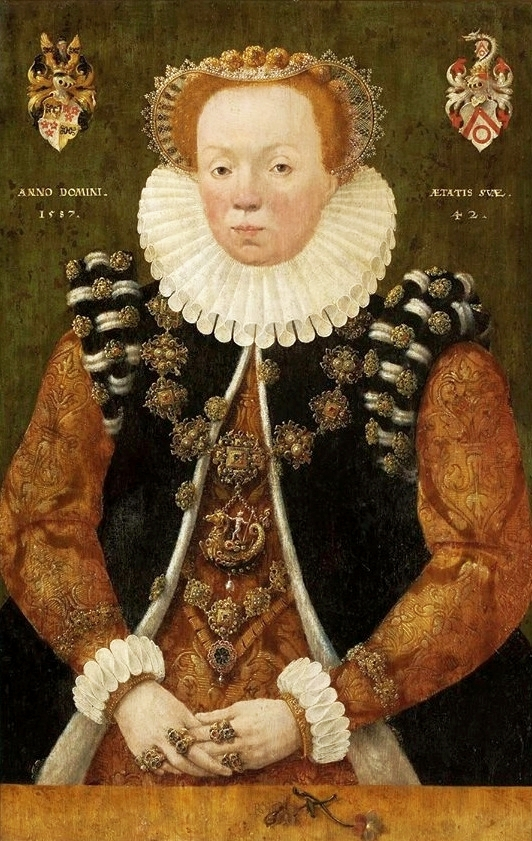
Портрет Катарины фон Гацфельдт
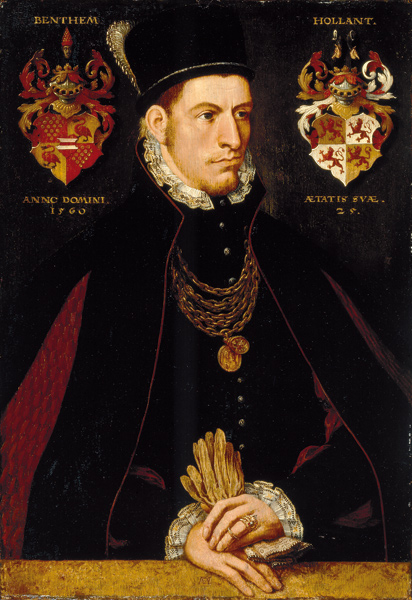
Портрет графа Эбервина III фон Бентхайм-Штайнфурта